# بيمو (المغرب)
بيمو ( للبسكويت الصناعي) هي شركة مغربية خاصة متخصصة في تصنيع البسكويت. أصبحت شركة تابعة لمجموعة ONA في عام 1999. وهي تقدم ما يقرب من 40 منتجًا تحت خمس علامات تجارية مختلفة وقد استفادت من معرفة وخبرة شركة دانون منذ أن أصبحت المجموعة مساهمًا بحصة 50٪.
منذ عام 2012، أصبحت شركة بيمو مملوكة بنسبة 20% لمجموعة موندليز الدولية الأمريكية (الناتجة عن الانفصال عن شركة Kraft Foods الأمريكية).